# 進駸堂
株式会社進駸堂（しんしんどう）は、栃木県小山市に店舗展開する書店である。書籍だけでなく、文具・CD・DVDの販売や文房具・事務器具の販売。また楽器・楽譜の販売、ヤマハ音楽教室の運営なども行っている。

また、中小書店のコラボレーション書店であるNET21に参加している書店の一つである。なお、トーハンの全国書店ネットワークe-honにも加盟している。

書籍及びCD売り上げランキングを栃木県内の情報ポータルサイトアットとちぎや栃木放送に提供している他、地元CATVのテレビ小山にて毎月オススメの本を紹介するコーナーが放送されている。

## 沿革
- 1872年（明治5年） - 創業
- 1895年（明治28年） -日清戦争絵巻を取り扱い 小山で初の書店となる
- 1905年（明治38年） - 教科書取り扱い開始
- 1954年（昭和29年） - ヤマハ音楽教室開講
- 1971年（昭和36年） - 事務機器取扱い開始
- 1966年（昭和41年） - 株式会社に改組 資本金300万円
- 1978年（昭和53年） - 小山駅ビル内に書店を出店
- 2009年（平成21年） - 楽器音楽部門を株式会社進駸堂楽器として、事務機・外商部門を株式会社進駸堂販売に分社独立
- 2011年（平成23年） - 東日本大震災の影響により、店舗内で商品が散乱するなどの被害が出るが翌日（3月12日）午後には営業時間を短縮して営業を再開。
- 2022年  (令和4年)　-栃木県の中小企業のDX対応・支援をより一層強化すべく、株式会社フォーバルグループインとする。
- 2022年  (令和4年)　-9月「栃木県第一号のDXマーク認証」の取得となる。
- 2023年  (令和5年)　-4月 代表取締役社長に森由光が就任となる。
- 2024年  (令和4年)　-9月 「栃木県第一号のESG宣言認証」の取得となる。

## 店舗一覧
ヨーカドー店閉店後、対面店舗は消滅した

## 過去の店舗
- 宇都宮店：唯一小山市外に存在した店舗。更地化されたのち、現在はファミリーマート宇都宮西原三丁目店になっている。
- 城東店：小山市城東2丁目に存在した店舗。現在は建物はそのままコインランドリーになっている。
- 城南店：小山市東城南5丁目に存在した店舗。更地化されたのち、現在はグランディハウス県南支社になっている。
- 駅ビル店：小山市城山町3丁目・小山駅ビルVAL内に存在した店舗。
- 宮本町店：創業地である小山市宮本町2丁目に存在した店舗で旧本店。本店機能移転後店舗を縮小（文具のみに）、後に閉店。
- 楽器店（音楽館）：小山市城東1丁目に存在した店舗。本店機能移転後に独立店舗化した。更地化されたのち、現在は東京冷機工業株式会社栃木営業所になっている。
- 中久喜本店：小山市中久喜に存在した店舗。2017年（平成29年） 7月2日閉店。 [1]
- ヨーカドー店：小山市駅東通り2-3 イトーヨーカドー小山店2Fテナントの一つ、2021年（令和3年）2月23日閉店